# República Federativa Socialista de Yugoslavia
La República Federativa Socialista de Yugoslavia (en serbocroata: Социјалистичка Федеративна Република Југославијa, romanizado: Socijalistička Federativna Republika Jugoslavija), abreviado RFS de Yugoslavia o RFSY, fue el Estado yugoslavo que existió desde el final de la Segunda Guerra Mundial hasta su disolución en 1992, durante las llamadas "Guerras Yugoslavas". Se trató de un estado socialista compuesto por la federación de seis repúblicas menores: Bosnia y Herzegovina, Croacia, Eslovenia, Macedonia, Montenegro y Serbia.
A pesar de haber estado alineado inicialmente con el Bloque del Este, a partir de la Ruptura Tito-Stalin de 1948 el país adoptó una política de neutralidad y fue uno de los estados fundadores del Movimiento de Países No Alineados. Hasta 1980, Yugoslavia fue gobernada en la práctica por Josip Broz Tito, quien mantuvo un distanciamiento con los países del Pacto de Varsovia y criticó las intervenciones soviéticas en Hungría (1956), Checoslovaquia (1968) y Afganistán (1979).
Tras la muerte de Tito en 1980, el ascenso de los movimientos nacionalistas en las repúblicas constituyentes a finales de los años 1980 llevaron al desencuentro entre los múltiples grupos étnicos, seguido por el fracaso de las conversaciones entre las repúblicas para la transformación del país y también por el reconocimiento de independencia hecho por algunos estados europeos en 1991. Además esto se producía en una época en la que el país sufría una fuerte crisis económica y laboral. En definitiva, todos estos hechos llevarían a un colapso del Estado yugoslavo, de su desintegración y caída final en 1992, eclipsado todo ello con el comienzo de las guerras yugoslavas.

## Denominaciones oficiales
El nombre del Estado era en realidad común ya antes de su institución oficial, siendo este poco usado fuera del ámbito oficial. "Yugoslavia" provenía del serbocroata Jug (sur) y Slavia (territorio eslavo), término por el que se designaba desde el siglo XIX a los eslavos meridionales, aunque normalmente sin incluir a los búlgaros. Yugoslavia originalmente se había formado en 1918 como el Reino de los Serbios, Croatas y Eslovenos, aunque en 1929 el país fue renombrado como Reino de Yugoslavia, siendo la primera vez que se hacía uso oficial de este término. Tras la Segunda Guerra Mundial, el nombre completo del país varió significativamente a lo largo de su existencia. Entre 1945 y 1990 mantuvo varias denominaciones oficiales: 
- República Democrática Federal de Yugoslavia,[n. 1] empleado entre 1943 y 1946;
- República Federal Popular de Yugoslavia (RFPY),[n. 2] empleado entre 1946 y 1963;
- República Federativa Socialista de Yugoslavia (RFSY), empleado entre 1963 y 1990.

El Estado fue conocido más comúnmente por esta última denominación, que fue la que se mantuvo en uso durante el período más largo de todos. En muchas ocasiones también se utilizó el término "Yugoslavia socialista". Debido a la longitud del término, los medios de comunicación recurrieron al uso de abreviaciones como RFSY o RFS de Yugoslavia.

## Historia

### Orígenes y formación del nuevo estado
El 6 de abril de 1941, las potencias del Eje invadieron Yugoslavia y en menos de dos semanas se hicieron con el control de todo el país. Además del establecimiento de varios regímenes colaboracionistas (en especial, el Estado Independiente de Croacia), también surgieron varios movimientos de resistencia contra la ocupación alemana: los "Chetniks" serbios, mandados por Draža Mihajlović, y los "Partisanos" comunistas, mandados por Josip Broz Tito. El rey, Pedro II, y los principales líderes yugoslavos establecieron en Londres un gobierno en el exilio. Sin embargo, este gobierno nunca fue realmente efectivo y se vio frecuentemente paralizado por las disputas de la vieja clase política yugoslava, cuando no surgían problemas con las intromisiones del joven rey Pedro. Los británicos empezaron a cansarse de esta situación, y confiaron más en las acciones de la resistencia en el interior que en el gobierno del exilio. En el ámbito interno, originalmente las partidas de Chetniks contaron con el reconocimiento y apoyo de los Aliados en la lucha contra alemanes e italianos, pero los Chetniks eran profundamente anticomunistas y en ocasiones llegaron incluso a colaborar con los alemanes (que eran teóricamente su principal enemigo) en la lucha contra los partisanos. Los partisanos de Tito, a pesar de hacer frente a una enorme presión, lograron organizar una eficaz resistencia y llegaron a liberar amplias zonas del control alemán, llegando a establecer el llamado Consejo Antifascista de Liberación Nacional de Yugoslavia (AVNOJ) en Jajce entre el 29 de noviembre y el 4 de diciembre de 1943.

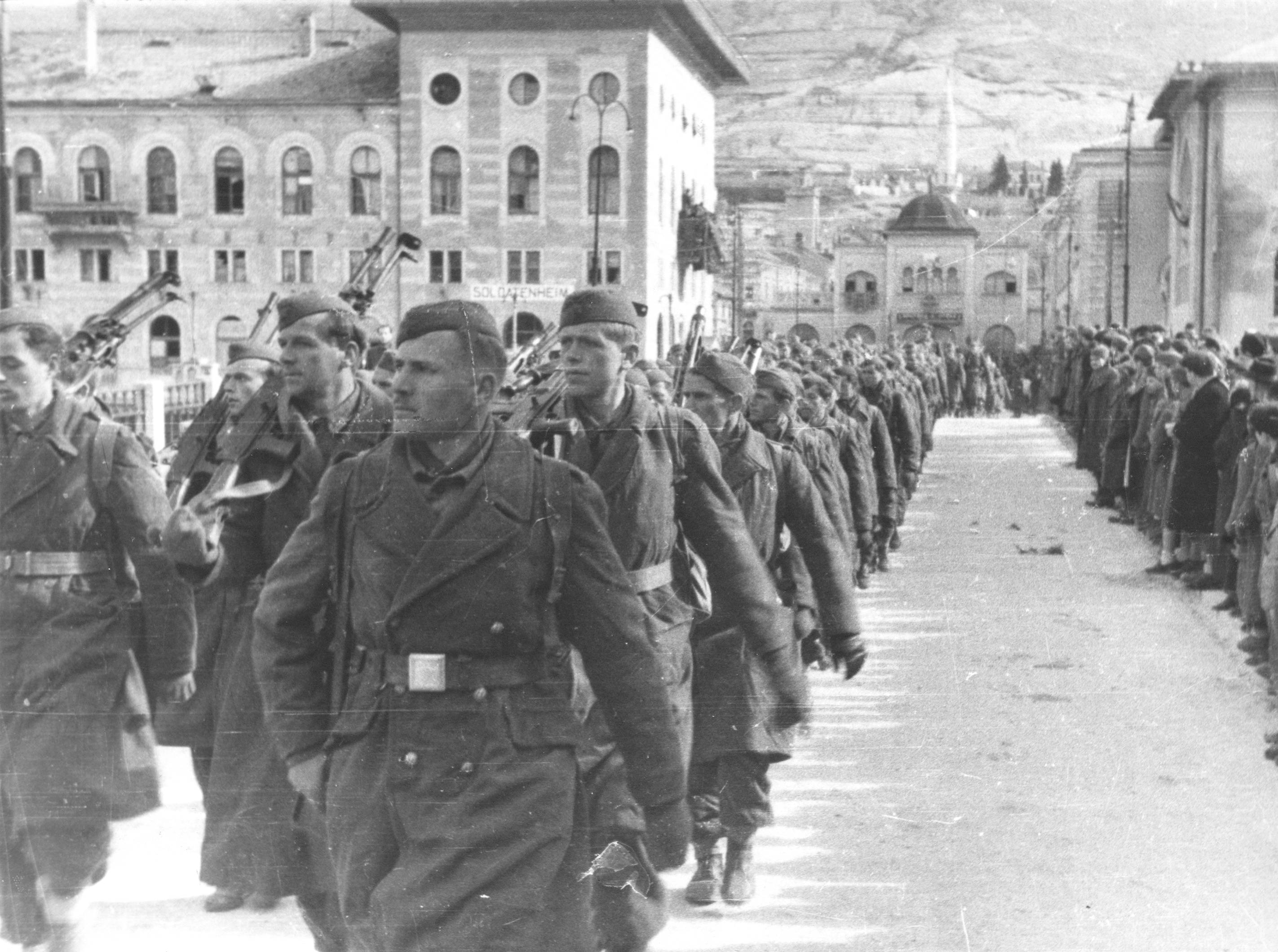
Partisanos yugoslavos, tras la liberación de Mostar (marzo de 1945).

Para mediados de 1944, los partisanos se habían convertido indiscutiblemente en la principal facción que se oponía al Eje, mientras que Mihajlović y sus chetniks perdieron toda confianza. En consecuencia, y bajo presiones de los británicos y estadounidenses, el Primer ministro en el exilio, el croata Ivan Šubašić, nombró a Tito líder de toda la resistencia yugoslava a finales de agosto de 1944. A instancias de los angloamericanos, se iniciaron conversaciones entre los partisanos y el gobierno del exilio. El 1 de noviembre Tito y el primer ministro Šubašić alcanzaron un preacuerdo, por el que el AVNOJ se convertiría inicialmente en el parlamento yugoslavo y se formaría un gobierno de concentración con dieciocho ministros. Para entonces el Ejército partisano, en una operación conjunta junto al Ejército Soviético, había liberado Belgrado, así como gran parte de Serbia y Macedonia. Esto había supuesto un claro refuerzo para Tito, al tiempo que este establecía relaciones con el líder soviético Iósif Stalin para coordinar las operaciones militares en otros territorios yugoslavos. Šubašić y su gobierno llegaron a Belgrado el 16 de febrero de 1945, mientras que el rey aceptaba dar poderes a Tito y se creaba con un Consejo de Regencia para gestionar el traspaso de poderes. Pedro II, que permaneció en Londres, aceptó la nueva situación a regañadientes y sólo bajo presiones de los aliados occidentales, más interesados en el entendimiento con un posible futuro gobierno liderado por Tito.
El 9 de mayo, siete días después de que el Ejército soviético tomase Berlín, los partisanos entraron en Zagreb, sin encontrar resistencia. Para entonces ya se había producido la rendición de la Alemania nazi, pero a pesar de esto los combates todavía se alargarían en la zona de Eslovenia durante algunos días más, hasta la tarde del 15 de mayo.
La victoria militar sobre los nazis supuso un enorme éxito para Tito y los comunistas, que vieron reforzada su popularidad entre la población yugoslava. Por el contrario, después de cuatro años de guerra la posición de la monarquía había quedado en una situación muy precaria, como también ocurría con los políticos del período anterior a la guerra. El 11 de noviembre tuvieron lugar las primeras elecciones yugoslavas de la posguerra, tal y como se hubiera acordado meses antes. Tito y los comunistas concurrieron a los comicios bajo la coalición del Frente Unitario Nacional de Liberación, mientras que los monárquicos se negaron a participar en las elecciones y las boicotearon. La coalición liderada por los comunistas logró obtener un triunfo aplastante con un 90% de los votos. El resultado electoral confirmó a los comunistas en el poder. Unas semanas después, el 29 de noviembre de 1945, el nuevo parlamento electo aceptaba la nominación de Tito al cargo de Primer ministro y a su vez proclamó la República Federativa Popular de Yugoslavia. Pedro II, aislado y sin apoyos, nunca pudo volver a Yugoslavia.

### Posguerra y ruptura con Stalin
El nuevo estado yugoslavo se fundó sobre los cimientos de la resistencia partisana contra la ocupación alemana, algo que estuvo presente durante las siguientes décadas. De hecho, salvo algunas ayudas limitadas de los británicos y la cooperación soviética durante la liberación de Belgrado, Yugoslavia fue uno de los dos países europeos que se liberó de la ocupación nazi por sus propios esfuerzos.

### Yugoslavia, un caso singular
Yugoslavia, a diferencia de otros países comunistas de Europa, eligió un camino independiente de la Unión Soviética y no fue un miembro del Pacto de Varsovia ni de la OTAN. En cambio, fue uno de los países fundadores del Movimiento de Países No Alineados en el año 1956.
El más significativo cambio en los límites de la RFSY ocurrió en 1954, cuando el Territorio libre de Trieste fue disuelto por el Tratado de Trieste. La Zona B Yugoslava, la cual cubría 515,5 km², pasó a ser parte de la RFSY y fue inmediatamente ocupada por el Ejército Nacional Yugoslavo.

### Crisis de los años 1980
Las tensiones entre las repúblicas y naciones de Yugoslavia se intensificaron durante la década de los años 1980. Las causas que llevaron al colapso del país han sido asociadas con los nacionalismos, los conflictos étnicos, dificultades económicas, frustración con el Gobierno burocrático, la influencia de importantes figuras en el país o la política internacional. Así pues, el nacionalismo ha sido visto particularmente por muchos como la principal causa de la ruptura yugoslava.
Desde la década del 70 el régimen comunista yugoslavo se vio severamente desafiado por numerosas disensiones internas que iban desde la facción nacionalista-descentralizadora liderada por los croatas y eslovenos, que apoyaba una federación descentralizada que concediera mayor autonomía a Croacia y Eslovenia, hasta la facción centralista liderada por los serbios, que apoyaba una federación centralizada que asegurara los intereses de los serbios a lo largo de toda la federación, ya que en el conjunto del país constituían el principal grupo étnico. Desde las protestas de 1967 a 1972 en Croacia y las Kosovo de 1981, las acciones y doctrinas nacionalistas comenzaron a constituir una causa de desestabilización en el ámbito interno. La represión de los movimientos nacionalistas por el régimen comunista posiblemente contribuyó a que los movimientos nacionalistas fueran identificados como la principal alternativa al comunismo, de la misma forma que contribuyó a fortalecerlos. Así, a finales de la década de 1980, la élite de Belgrado hacía frente a una fortalecida oposición; para entonces los principales movimientos de oposición estaban protagonizados por las protestas de nacionalistas kosovares y montenegrinos, mientras que la "intelligentsia" crítica de Serbia y Eslovenia demandaban más reformas políticas.
En el ámbito económico, desde finales de la década de 1970 se fue abriendo una brecha cada vez mayor a cuenta de los recursos económicos administrados entre las regiones yugoslavas desarrolladas y las subdesarrolladas que acabaría deteriorando gravemente la unidad de la federación. Las repúblicas más desarrolladas, Croacia y Eslovenia, rechazaron todos los intentos de reducir sus cotas de autonomía y privilegio según lo previsto originalmente en la Constitución de 1974. Para 1987 la opinión pública en Eslovenia veía mejores oportunidades económicas en una independencia de Yugoslavia que la permanencia dentro de la federación. En el otro lado se situaban aquellos territorios, como la provincia autónoma de Kosovo, que no habían salido tan beneficiadas de la federación. Sin embargo, los problemas económicos no se han demostrado ser el único factor determinante en la desintegración de Yugoslavia, ya que en el período de la Guerra fría la federación yugoslava fue el estado comunista más próspero de la Europa oriental y el país, de hecho, se desintegró durante un período de recuperación económica después la aplicación de las reformas económicas por el gobierno de Ante Markovic. Sin embargo, es innegable que el tema de la desigualdad económica entre las repúblicas, provincias autónomas, y naciones de Yugoslavia dio lugar a tensiones con las reclamaciones por tratos desfavorables y acusaciones de privilegios entre las distintas naciones yugoslavas.
Hasta entonces el liderazgo de Tito había logrado que las tensiones nacionalistas no se consumaran como tales. Pero su fallecimiento marcó un salto cualitativo en los enfrentamientos entre las distintas facciones del partido comunista, que a partir de ese momento se vio ausente de un liderazgo efectivo y carismático.

### Ruptura y disolución
Después de la muerte de Tito en 1980, y en medio de una crisis económica, las tensiones entre los pueblos del país crecieron, del mismo modo que las potencias europeas repensaban geoestrátegicamente la zona. Así las cosas y tras la ascensión de partidos nacionalistas al poder, dos de sus repúblicas constituyentes, Eslovenia y Croacia, declararon su independencia. Poco después les seguirían la República de Macedonia y Bosnia-Herzegovina. Es el comienzo de las primeras guerras yugoslavas. La República Federativa Socialista de Yugoslavia fue reemplazada por la nueva República Federal de Yugoslavia, ya sólo integrada por Serbia y Montenegro. A su vez, esta fue disuelta en 2003, con la creación de la unión de Estado de Serbia y Montenegro. Este estado también fue desintegrado tras un plebiscito montenegrino en el año 2006, dando lugar a las repúblicas independientes de Montenegro y de Serbia.
Un sentimiento de "Yugonostalgia" se desarrolló rápidamente tras la caída del país. En el siglo XXI, la mayoría de las personas que vivieron en el país sienten nostalgia por la estabilidad social, la posibilidad de viajar libremente, el nivel de educación y el sistema de bienestar social que existía en Yugoslavia.

## Gobierno y política
El Estado estaba organizado según la Constitución de la República Federativa Socialista de Yugoslavia, la cual fue enmendada en 1963 y 1974. El Partido Comunista de Yugoslavia, ganador de las elecciones realizadas tras la Segunda Guerra Mundial, permaneció en el poder a lo largo de la existencia del Estado. Llamado también la Liga de Comunistas de Yugoslavia, estaba compuesta por los partidos comunistas de cada república constituyente. Josip Broz Tito fue el principal líder de la RFSY y su presidente desde su creación hasta su muerte en 1980, pero hubo otros políticos importantes, en especial tras la muerte de Tito.
A principios de los años 1990, tras un proceso de reforma del Estado y privatización llevado a cabo desde la muerte de Tito, se realizaron elecciones multipartidistas en las distintas repúblicas. Los partidos comunistas, en muchos casos fragmentados o renombrados, perdieron el poder.

### Política exterior
Bajo el gobierno de Tito, Yugoslavia adoptó una política de neutralidad durante el período la Guerra fría. Se desarrolló tanto una estrecha relación con los países en desarrollo como el mantenimiento de unas relaciones cordiales con los Estados Unidos y los países de Europa occidental. Ya antes de que adoptara esta política, Stalin había considerado a Tito un traidor y lo había condenado en público, dando lugar a la división Tito-Stalin en 1948. En 1968, después de la ocupación de Checoslovaquia por la Unión Soviética, Tito añadió una línea defensiva adicional en las fronteras de Yugoslavia con los países del Pacto de Varsovia. A lo largo del período de la Guerra Fría, el país dirigió un curso independiente, fundando el Movimiento de Países No Alineados, en colaboración con Egipto y la India.
Yugoslavia presta una importante ayuda a los movimientos anticoloniales del Tercer Mundo. La delegación yugoslava es la primera en llevar las demandas del Frente de Liberación Nacional de Argelia a las Naciones Unidas. En enero de 1958, la marina francesa detuvo el carguero Slovenija frente a la costa de Orán, cuyas bodegas estaban llenas de armas para los insurgentes. El diplomático Danilo Milic explica que "Tito y el núcleo dirigente de la Liga de los Comunistas de Yugoslavia veían realmente las luchas de liberación del Tercer Mundo como una réplica de su propia lucha contra los ocupantes fascistas. Vibraron al ritmo de los avances o retrocesos del FLN o del Vietcong". Miles de cooperantes yugoslavos fueron a Guinea tras su descolonización y mientras el gobierno francés intentaba desestabilizar el país. Tito también ayudó a los movimientos de liberación en las colonias portuguesas y consideró el asesinato de Patrice Lumumba en 1961 como "el mayor crimen de la historia moderna". Las academias militares del país acogen a militantes de la SWAPO (Namibia) y el Congreso Panafricano (Sudáfrica). En cambio, sus relaciones son más distantes con el Congreso Nacional Africano (ANC), más cercano a la Unión Soviética.
El 1 de enero de 1967, Yugoslavia fue el primer país comunista en abrir sus fronteras a todos los visitantes extranjeros y abolir los requisitos de visitado.
En ese mismo año Tito se mostró muy activo en la promoción de una resolución pacífica del Conflicto árabe-israelí. En su plan preveía que los países árabes reconocieran al Estado de Israel a cambio de que Israel devolviera los territorios que había conquistado. Los estados árabes rechazaron su propuesta de "tierras por paz". Sin embargo, a partir de ese mismo año Yugoslavia dejó de reconocer a Israel, consecuencia de la guerra de los Seis Días. En 1968 Tito trató de mediar en el conflicto de Checoslovaquia, ofreciéndole apoyo al líder checoslovaco Alexander Dubček de cara a la presión soviética sobre el país.
Yugoslavia mantuvo relaciones mixtas con el régimen de Enver Hoxha en Albania. Inicialmente las relaciones albano-yugoslavas eran próximas, dado que Albania había adoptado un mercado común junto con Yugoslavia y había exigido el estudio del serbocroata a los estudiantes locales. Además, por aquel entonces estaba siendo discutida entre Yugoslavia, Albania y Bulgaria la posibilidad de crear una Federación Balcánica. Pero a partir de 1948 las relaciones entre ambos países fueron empeorando: tras la ruptura Tito-Stalin, la Unión Soviética apoyó a Albania frente a los yugoslavos. La ruptura se consumó cuando en 1950 el gobierno de Tito retiró a sus diplomáticos de Tirana.
En 1980, los servicios secretos de Sudáfrica y Argentina planean desembarcar 1.500 guerrilleros anticomunistas en Yugoslavia. La operación debía conducir al derrocamiento de Tito y se planificó durante los Juegos Olímpicos para que los soviéticos estuvieran demasiado ocupados para reaccionar. La operación se abandonó finalmente debido a la muerte de Tito y a que las fuerzas armadas yugoslavas habían elevado su nivel de alerta.

## Organización político-administrativa

Mapa geográficode Yugoslavia.

Internamente, el estado fue dividido en 6 repúblicas socialistas, y 2 provincias socialistas autónomas que eran parte de la RS de Serbia. La capital federal era Belgrado. Las repúblicas y provincias fueron (en orden alfabético):

### Repúblicas
| Bandera | Escudo | Inicio | Fin  | Ubicación | Nombre                                       | Capital   | País actual          |
| ------- | ------ | ------ | ---- | --------- | -------------------------------------------- | --------- | -------------------- |
|         |        | 1943   | 1992 |           | República Socialista de Bosnia y Herzegovina | Sarajevo  | Bosnia y Herzegovina |
|         |        | 1943   | 1991 |           | República Socialista de Croacia              | Zagreb    | Croacia              |
|         |        | 1944   | 1991 |           | República Socialista de Macedonia            | Skopie    | Macedonia del Norte  |
|         |        | 1943   | 1992 |           | República Socialista de Montenegro           | Titogrado | Montenegro           |
|         |        | 1943   | 1992 |           | República Socialista de Serbia               | Belgrado  | Serbia               |
|         |        | 1944   | 1991 |           | República Socialista de Eslovenia            | Liubliana | Eslovenia            |

### Provincias autónomas
| Bandera | Escudo | Inicio | Fin  | Ubicación | Nombre                                            | Capital  | País actual |
| ------- | ------ | ------ | ---- | --------- | ------------------------------------------------- | -------- | ----------- |
|         |        | 1946   | 1974 |           | Provincia Autónoma Socialista de Kosovo y Metojia | Pristina | Serbia      |
|         |        | 1974   | 1992 |           | Provincia Autónoma Socialista de Kosovo           | Pristina | Serbia      |
|         |        | 1943   | 1991 |           | Provincia Autónoma Socialista de Voivodina        | Novi Sad | Serbia      |

## Economía
Económicamente el país fue organizado bajo las directrices del socialismo autogestionario (una de las expresiones más conocidas del denominado socialismo de mercado). Existía la posibilidad de crear empresas de hasta cinco trabajadores, dedicadas a ciertos sectores. El resto de empresas eran públicas, y estaban controladas por los propios trabajadores de cada empresa, quienes decidían cómo organizarse e invertir, y entre quienes se repartían los beneficios y pérdidas. Los productos de las empresas estatales eran posteriormente vendidos en el mercado privado, lo cual llevó en ocasiones a la competencia entre ellas para poder ayudarlos. A pesar del origen común, la economía de la Yugoslavia fue muy diferente a la economía de la Unión Soviética y el resto de países del bloque del Este, especialmente después de la ruptura de las relaciones entre la URSS y Yugoslavia (1948). Durante el período de posguerra la red de comunicaciones tuvo que ser ampliamente reconstruida debido a los daños que había sufrido durante la contienda, especialmente la red de ferrocarriles.

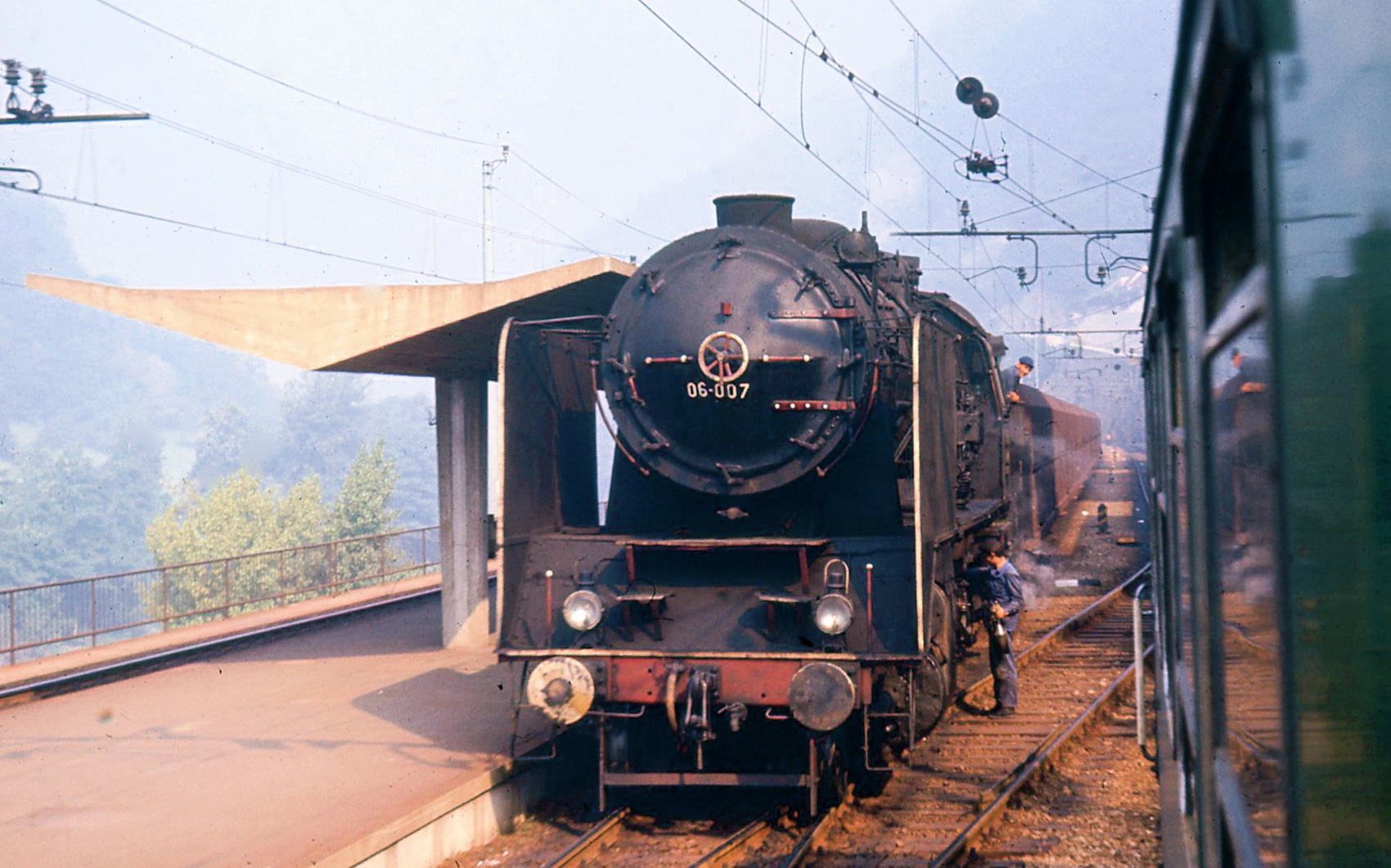
Locomotora de vapor de los Ferrocarriles Yugoslavos (JŽ), hacia 1971. A pesar de la modernización del país, la economía tuvo muchos vaivenes hasta la década de 1990.

A pesar de que el estado era dueño de las principales compañías, estas empresas cooperativas de producción eran manejadas y organizadas socialmente por los mismos trabajadores en forma parecida a los kibutz de Israel. A diferencia del resto de los países del bloque soviético, la economía yugoslava no era centralizada. La ocupación y la lucha durante la Segunda Guerra Mundial devastaron la infraestructura. Inclusive, los lugares más desarrollados del país resultaban ser lugares muy rurales, con poca o total ausencia de infraestructura industrial (secundaria a los daños de la guerra).
Con excepción de la recesión a mediados de la década de los años sesenta del siglo pasado, la economía del país tuvo un buen desarrollo durante los años de Tito. Entre 1952 y finales de la década de 1970, el crecimiento medio del PIB en Yugoslavia fue de alrededor del 6%, más que en la Unión Soviética o en los países de Europa Occidental. La Crisis del petróleo de 1973 magnificó los problemas económicos del país, aunque el gobierno trató de resolver la situación con un amplio endeudamiento externo. A pesar de que estas acciones resultaron en una tasa razonable de crecimiento durante unos años (el PNB creció a 5.1% anual), este crecimiento en la práctica era insostenible ya que la tasa de endeudamiento externo creció a un ritmo anual del 20%.
Debido a la neutralidad del estado Yugoslavo y su liderazgo en el Movimiento de países no alineados, Yugoslavia tenía la capacidad de exportar hacia los mercados occidentales y orientales. Las compañías yugoslavas fueron capaces de crear numerosos proyectos industriales en África, Europa y Asia.
Por otro lado, la cuestión del desempleo en la Yugoslavia comunista fue un problema crónico. Las tasas de desempleo se situaron entre las más altas de Europa durante su existencia y si no alcanzaron niveles críticos antes de la década de 1980 sólo se debe a la válvula de seguridad proporcionada por el envío de trabajadores "invitados" anualmente a los países industrializados avanzados de la Europa Occidental. El hecho de que los yugoslavos pudiesen migrar libremente desde 1960 permitió que la clase obrera pudiese encontrar trabajo en Europa occidental. Esto a su vez contribuyó a rebajar los índices de paro y, también, actuó como una fuente de capital.

### Datos económicos
Producto interno bruto per cápita (nominal) en las distintas repúblicas, en 1989, junto a su población, datos del Maddison Project Database de 2020.
| República Yugoslava | Población en 1989 | PIB per cápita |
| ------------------- | ----------------- | -------------- |
| Croacia             | 4,78 millones     | 13 959$        |
| Eslovenia           | 2 millones        | 19 837$        |
| Montenegro          | 615.000           | 7278$          |
| Serbia              | 9,45 millones     | 10 963$        |
| Macedonia           | 2 millones        | 10 206$        |
| Bosnia              | 4,51 millones     | 6711$          |

En la tabla se puede apreciar la diferencia existente entre las economías de las distintas repúblicas: la República Socialista de Croacia tenía una Renta per Cápita superior a Portugal y comparable a Grecia, lo mismo con Eslovenia, mientras que la República Socialista de Bosnia tenía, junto a Albania, la renta per cápita más baja de Europa.

## Deportes
Fútbol
La Selección nacional de fútbol se clasificó para siete Copas Mundiales de Fútbol, obteniendo sus mejores resultados en la Copa de 1930 en Uruguay y en la Copa de 1962 en Chile, quedando en cuarto lugar. El país también se clasificó para cinco Eurocopas, aunque solo participó en cuatro porque le fue prohibido participar en la Eurocopa de 1992 debido al embargo de la ONU, como resultado del comienzo de las guerras yugoslavas. Los mejores resultados los obtuvo en los campeonatos de 1960 y 1968, cuando en ambas ocasiones acabó jugando la final y en ambos casos perdió (en 1960 contra la Unión Soviética, y en 1968 contra Italia).
Además, el Equipo olímpico yugoslavo (sub-23) ganó la medalla de oro durante los Juegos Olímpicos de 1960 en Roma, tras haber obtenido varias medallas de plata consecutivamente - en los Juegos Olímpicos de 1948 en Londres, en los Juegos Olímpicos de 1952 en Helsinki y en los Juegos Olímpicos de 1956 en Melbourne - así como la medalla de bronce durante los Juegos Olímpicos de 1984 en Los Ángeles.
Baloncesto
A diferencia del fútbol, que heredó gran parte de su infraestructura y de su tradición durante el Reino de Yugoslavia, el baloncesto apenas si tenía tradición en Yugoslavia. El baloncesto se desarrolló así esencialmente a partir de cero, dentro de la Yugoslavia comunista a través de entusiastas como Nebojša Popović, Bora Stanković, Radomir Šaper, Aca Nikolić, o Ranko Žeravica.
Aun así, no pasó mucho tiempo para que el Equipo nacional yugoslavo se convirtiese en un contendiente en el escenario mundial. Los resultados más notables del país fueron ganando tres Campeonatos mundiales de Baloncesto (en 1970, 1978 y 1990, una medalla de oro en los Juegos Olímpicos de 1980 en Moscú, además de cinco campeonatos europeos (tres de ellos de manera consecutiva en 1973, 1975 y 1977, seguido por dos más en 1989 y 1991).
Balonmano
La Selección Nacional de Balonmano ganó dos medallas de oro olímpicas durante los Juegos olímpicos de Múnich 1972 y Los Ángeles 1984. Sin embargo, la RFS de Yugoslavia nunca llegó a competir en el Campeonato de Europa porque la competencia quedó establecida a partir 1994. El país también ganó el Campeonato de Balonmano en 1986. Sin embargo, la SFR Yugoslavia nunca llegó a competir en el Campeonato de Europa porque la competencia quedó establecida en 1994. En 1988 la Federación Internacional de Balonmano (IFH) eligió a Veselin Vujović como el mejor Jugador del Año.
Por parte de la Selección femenina, el juego también arrojó algunos resultados notables: el equipo femenino ganó el oro olímpico en 1984, mientras que en el Campeonato Mundial en 1973 la selección femenina resultó campeona. Al igual que, en 1988 la jugadora Svetlana Kitić fue elegida como la mejor jugadora del año.

## Fuerzas Armadas

Emblema del JNA.

Las fuerzas armadas de Yugoslavia se agrupaban en el Ejército Popular Yugoslavo o JNA (en serbocroata: Jugoslovenska narodna armija, transliterado al cirílico como Југословенска народна армија; en esloveno: Jugoslovanska ljudska armada), que fue organizado en 1945 tras la refundación de Yugoslavia. Las raíces del JNA estaban en el Ejército partisano organizado por los comunistas y dirigido por Josip "Broz" Tito durante la Segunda Guerra Mundial. Al término de la contienda era el cuarto Ejército más importante de Europa.
La JNA contaba con cuatro ramas:
- Fuerzas de Tierra Yugoslavas (KoV)
- Armada Yugoslava (JRM)
- Fuerza Aérea Yugoslava (JRV)
- Defensa Territorial (TO)

Dada la diversidad étnica, lingüística y cultural del país, el JNA jugó un papel decisivo en la construcción del Estado yugoslavo.